# Antoon Van Ysendyck

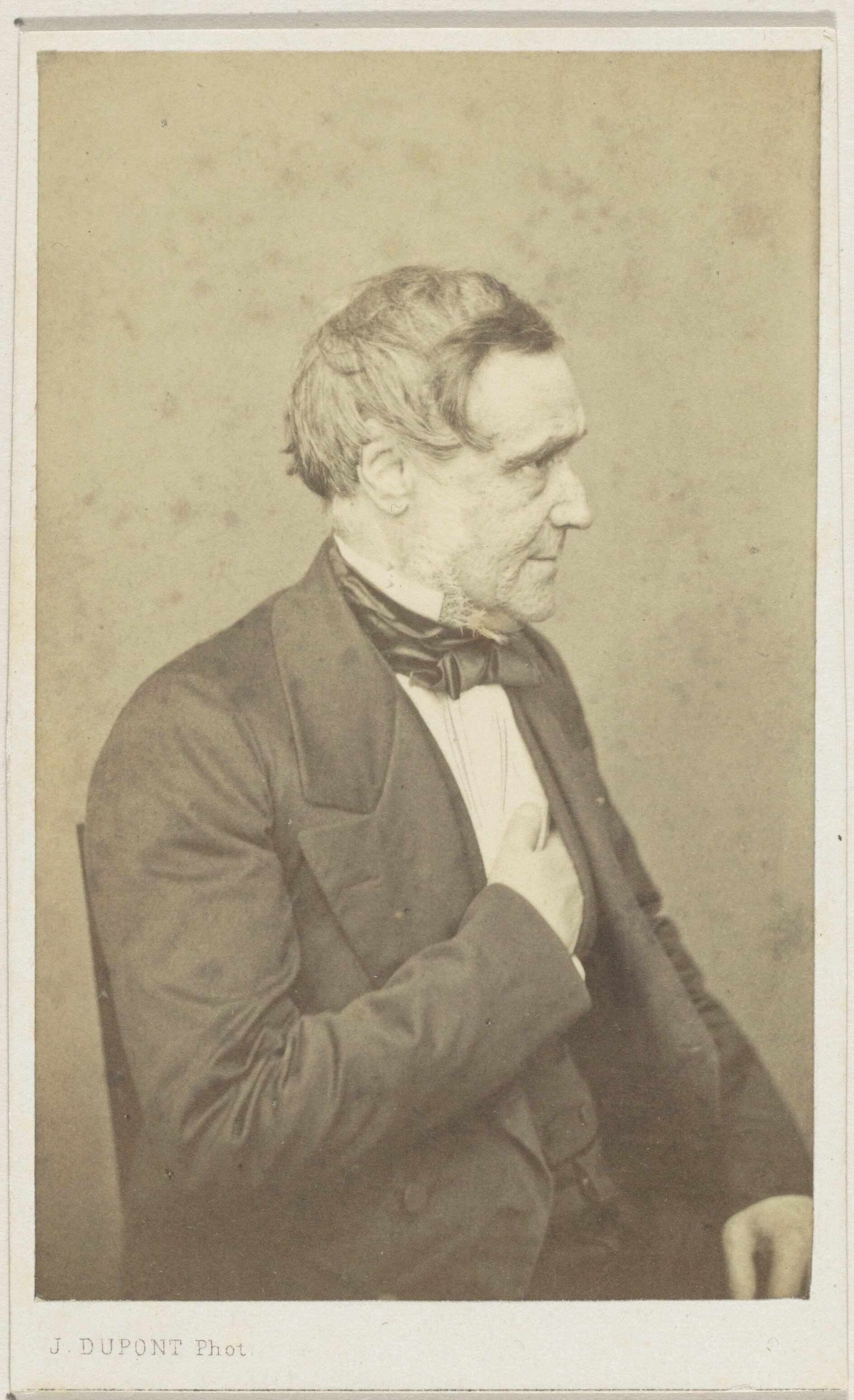
Antoon Van Ysendyck

Antoon Van Ysendyck, auch Antoine van Isendyck (* 13. Januar 1801 in Antwerpen; † 14. Oktober 1875 in Brüssel) war ein belgischer Genre-, Porträt- und Historienmaler.

## Leben
Van Ysendyck war Schüler von F. Delin und der Koninklijke Academie voor Schone Kunsten van Antwerpen. Ab 1816 studierte er bei Jean-Baptiste Van Hool (1769–1837) und ab 1818 bei Mathieu Ignace van Brée. 1819 wurde er Primus für das Thema „Zeichnen nach einem lebenden Modell“. 1822 reiste er durch Holland. 1823 war er Preisträger des Rom-Preises für Malerei. Mit seinem Reisestipendium reiste er nach Paris (1824) und Italien (1825–1828). Von 1828 bis 1838 lebte er in Paris. 1840 wurde er zum Direktor der Académie royale des Beaux-Arts de Mons ernannt. Er hatte diese Position bis 1856 inne.
Er hatte zwei Söhne:
- Jules-Jacques (1836, Paris – 1901, Brüssel), der Architekt wurde;[1]
- Léon-Jean (1841, Mons – 1868, Sint-Joost-ten-Node), der wie sein Vater Maler wurde.

Van Ysendyck malte Porträts, biblische und historische Themen und Genreszenen. Ein wichtiges Porträt ist das des Herzogs von Nemours. Zu den historischen Szenen gehörten der Empfang von König Leopold I. durch König Louis-Philippe (1832) in Compiègne und die Proklamation der Unterzeichnung des Vertrags von Versailles im Jahre 1783 (1837). 1839 malte er zwei Altarbilder für die römisch-katholische Kirche in Schiedam. Im folgenden Jahr lieferte er ein Altarbild für die römisch-katholische Kirche in Delft.
Van Ysendyck war seit 1828 Mitglied der Koninklijke Akademie van Beeldende Kunsten vin Amsterdam und seit 1829 der Koninklijke Academie voor Schone Kunsten von Antwerpen.

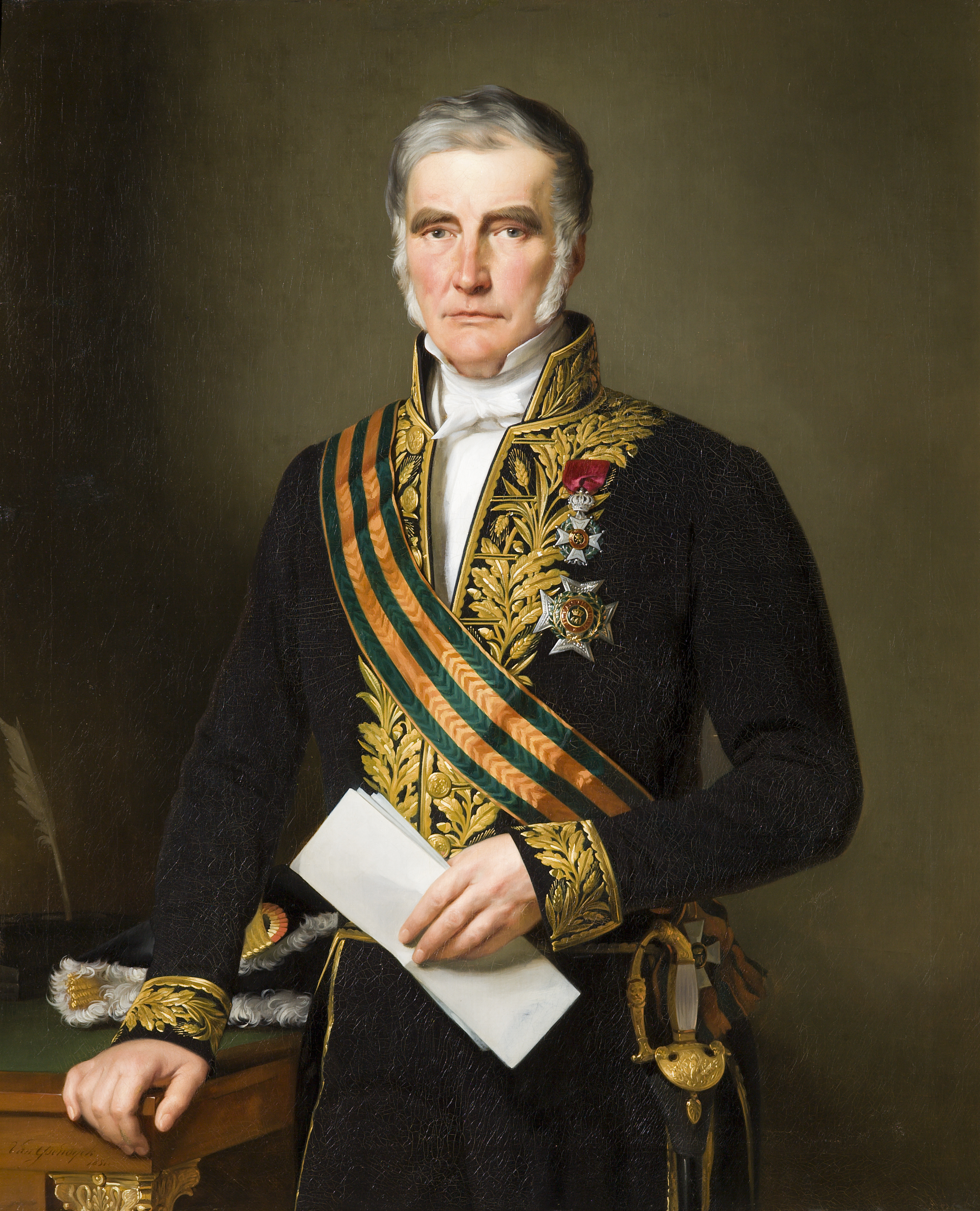
Augustin Dumon
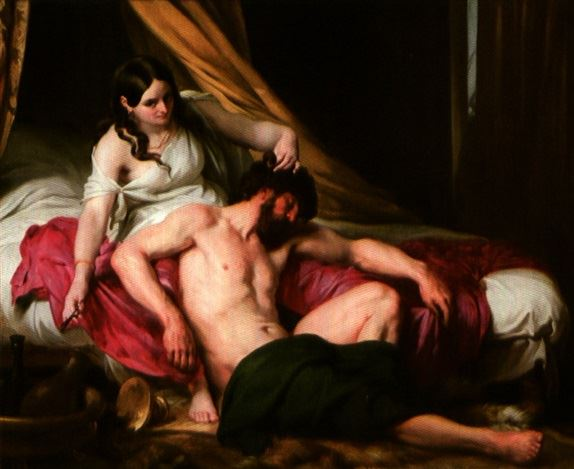
Delilah
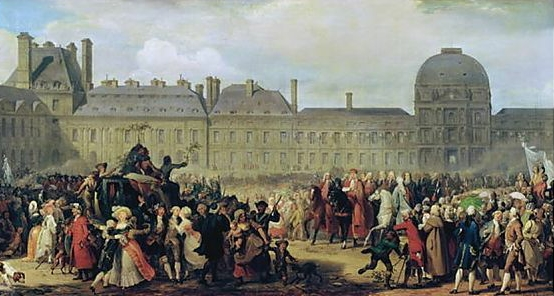
Versailles (1837)
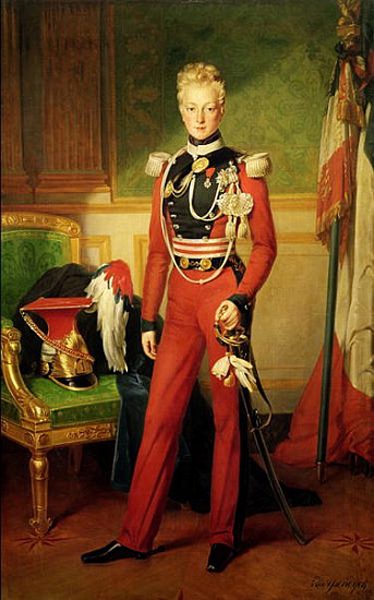
Louis-Charles-Philippe von Orleans
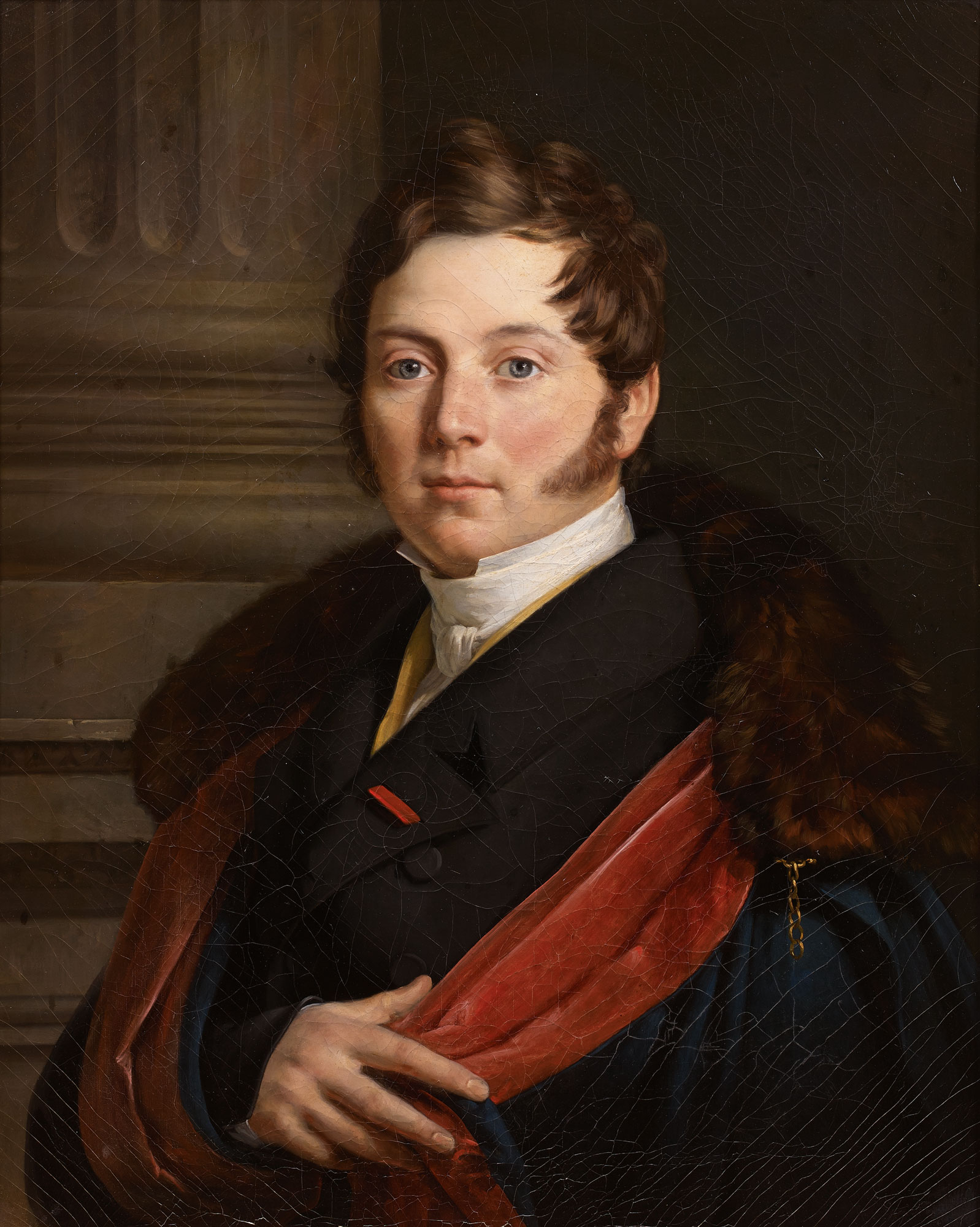
Prince de Craon (1824)